# Thörl-Maglern
Thörl-Maglern (in sloveno Vrata-Megvarje, in italiano Porticina) è un comune catastale nella regione austriaca della Carinzia nella valle del fiume Gailitz, frazione del comune di Arnoldstein. La località si trova a 634 m sul livello del mare nei pressi della frontiera con l'Italia ed ha circa 700 abitanti. 

## Storia
La località di Thörl, al termine della prima guerra mondiale, fu inizialmente assegnata all'Italia, a cui interessava per la presenza della stazione ferroviaria, per 6 anni, e assunse il nome italiano di Porticina, divenendo frazione di Tarvisio dal novembre 1918 al novembre 1924. Nel Trattato di Saint-Germain-en-Laye tra Italia e Austria il confine nel trattato nella zona "linea da definire sopra luogo A SUD della città di Thoerl e della stazione".  
Nella località furono aperti asili e scuole italiane e i coscritti della classe 1904 furono precettati alla leva italiana nel Regio Esercito. Il comune di Arnoldstein lottò diplomaticamente per riottenere Thörl, e una commissione internazionale nel 1921 visitò la località. Nel censimento del 1921 gli abitanti erano 393.
Dopo cinquanta riunioni tra italiani ed austriaci si firmò finalmente un accordo a Bolzano il 30 ottobre 1924 in seguito al quale il confine italiano a partire dal 13 novembre 1924 venne arretrato di qualche chilometro, spostando così la dogana dalla Trattoria Strasshof alla posizione attuale presso Coccau (in tedesco Goggau), cosicché Thörl, con la sua stazione ferroviaria, fu riannessa all'Austria.
Dal 2005 in questa località si trova il Centro di cooperazione internazionale di polizia fra Italia, Austria e Slovenia.

## Pfarrkirche St. Andrä
Nella chiesa parrocchiale (Pfarrkirche) di Sant'Andrea si trovano gli affreschi gotici più importanti della Carinzia, opera di Thomas da Villach (1475 circa), caratterizzati da grande forza espressiva. Alla parete vi sono scene dal Nuovo Testamento e sotto una raffigurazione della Gerusalemme celeste, una crocifissione con la Croce vivente ("Lebende Kreuz") è al centro di un trionfo della chiesa romana, più oltre è una celebrazione dell'eucaristia con Cristo fra Maria e Giovanni, e un'Ultima Cena. L'arco del coro presenta un Giudizio Universale mentre nelle volte sono affrescati angeli musicanti ed il tetramorfo (simboli degli Evangelisti).

Nel cimitero circostante la Parrocchia, sorge un piccolo cimitero di guerra della Prima guerra mondiale dove riposano i resti di 179 caduti Austro-ungarici.
A lato dello stesso cimitero, inglobato in quello della Prima guerra Mondiale, ci sono diverse tombe di ufficiali nazisti.

## Galleria d'immagini

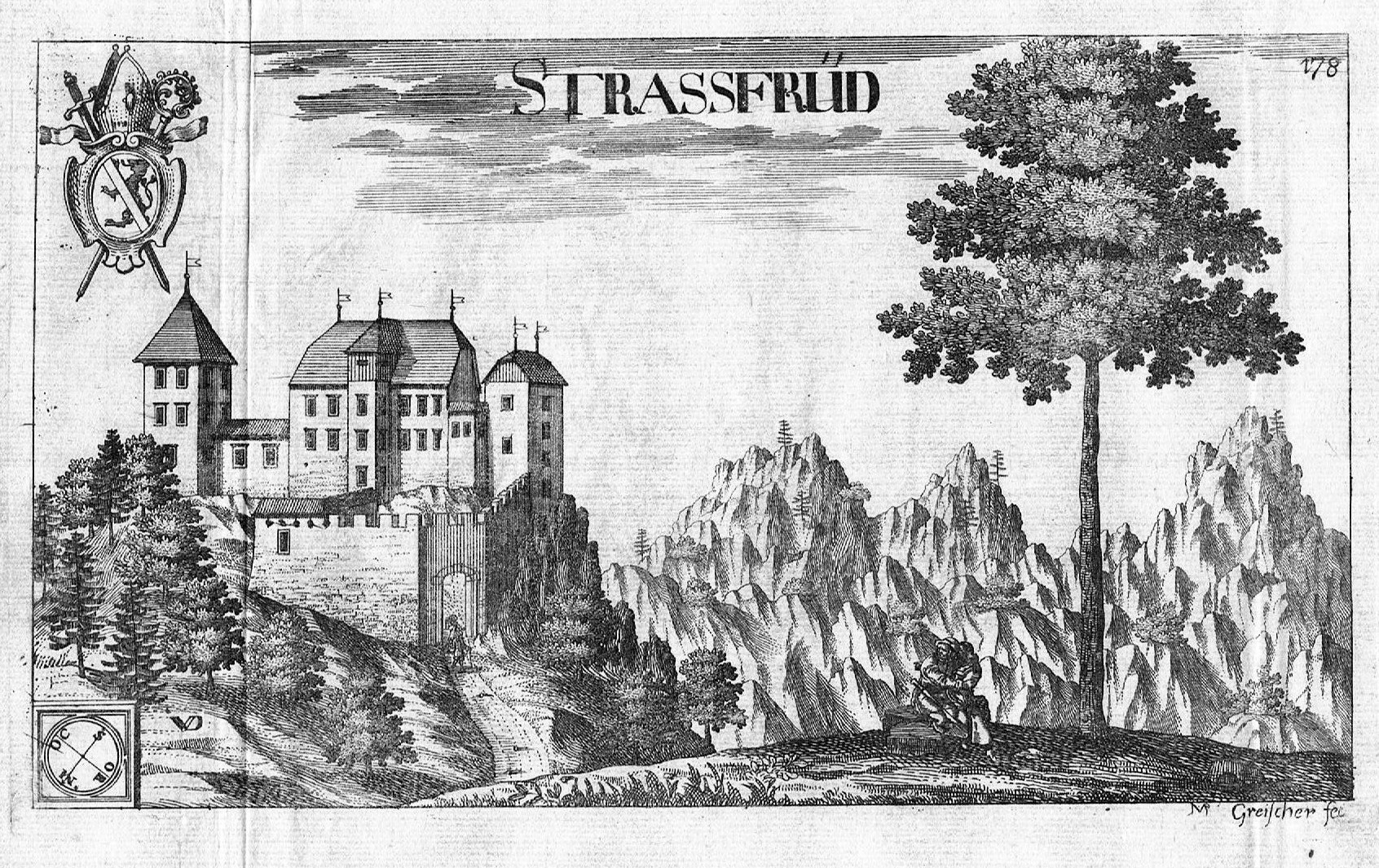
Il castello di Straßfried in una immagine del 1688
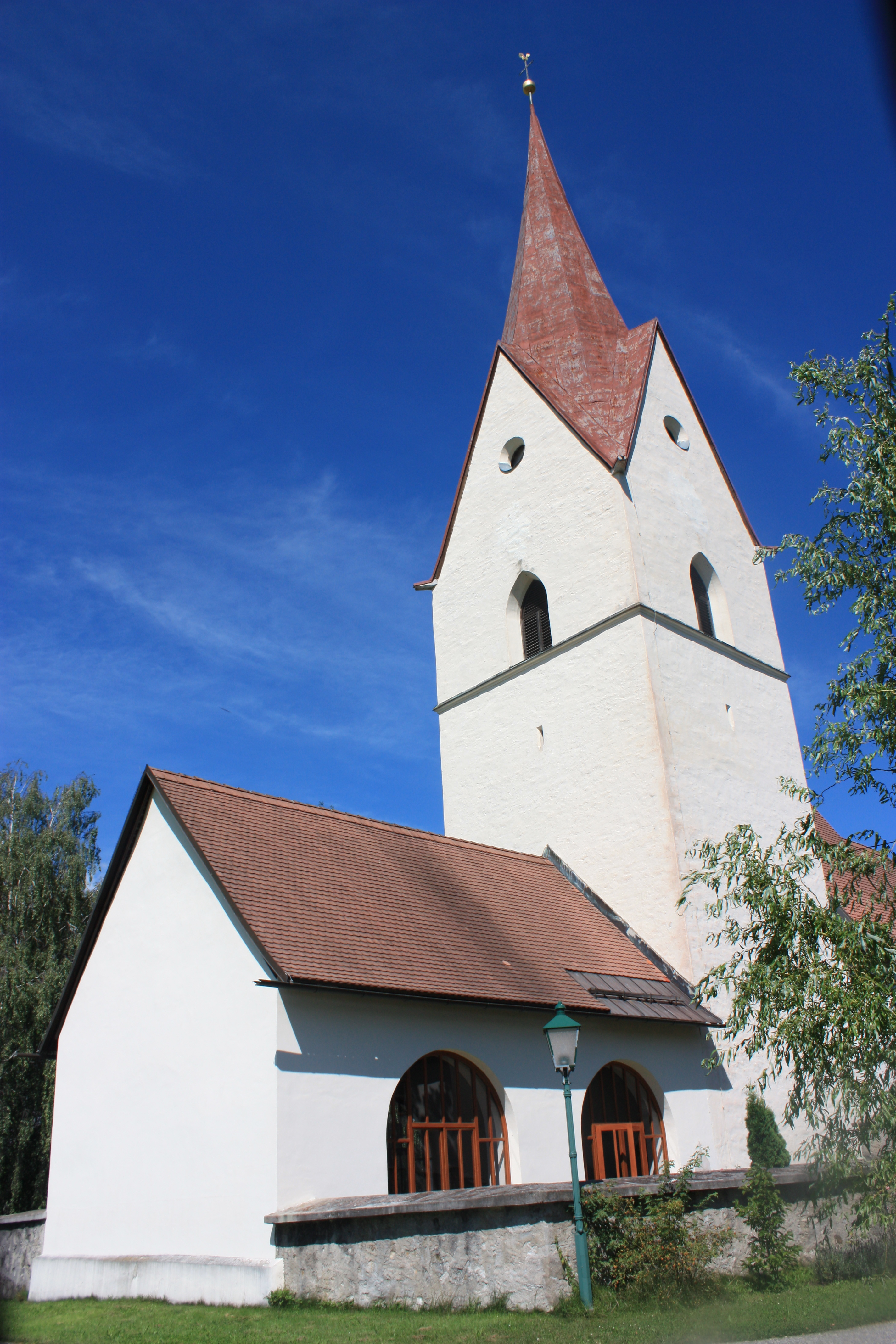
Chiesa parrocchiale di sant'Andrea
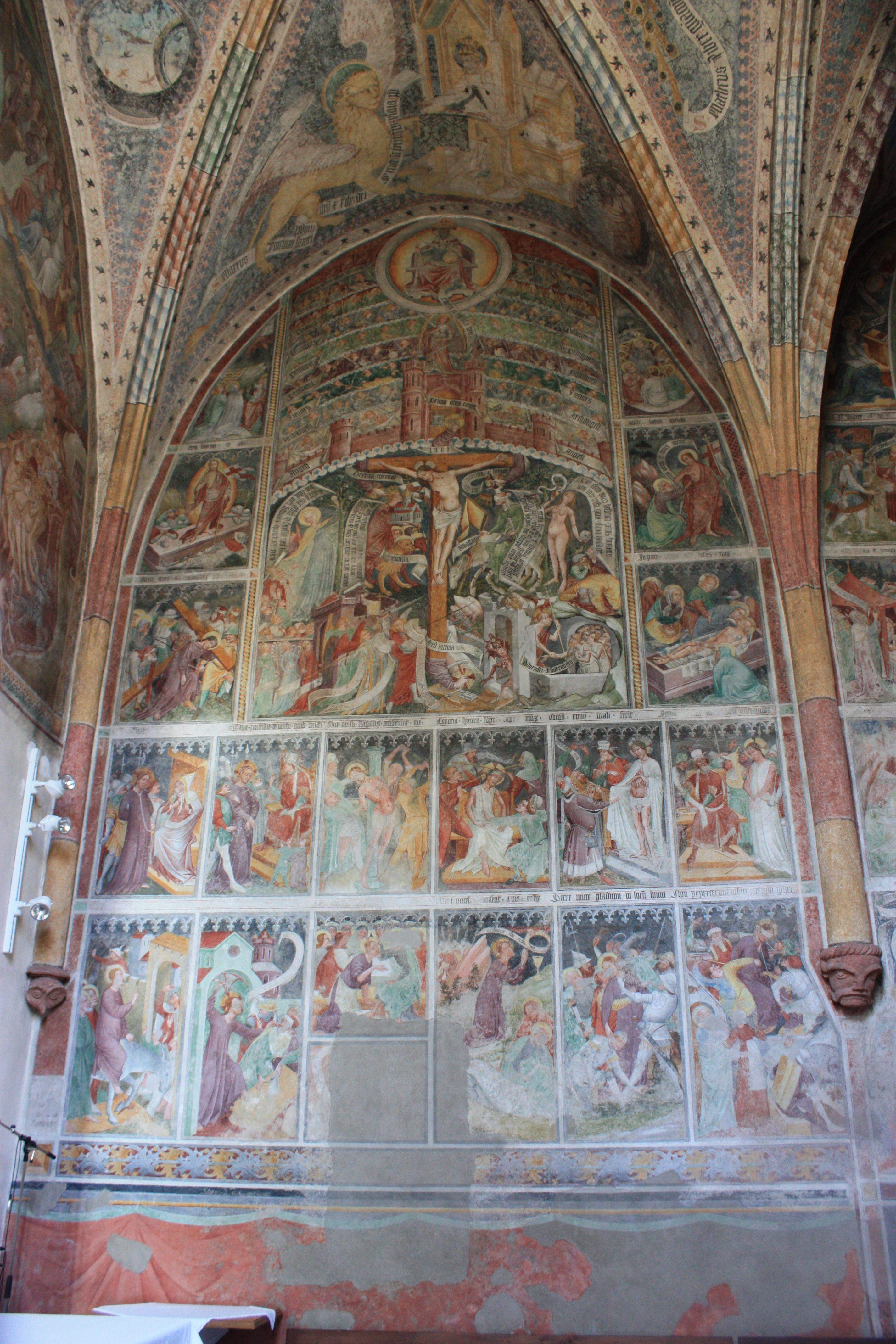
Affresco della crocifissione nella chiesa di sant'Andrea